# Linophryne arborifera
Linophryne arborifera là một loài cá của Linophrynidae, được tìm thấy trong tất cả các vùng biển nhiệt đới và cận nhiệt đới ở độ sâu dưới 1.000 m (3.300 ft) ở tầng Bathyal. Chiều dài của nó lên đến 77 mm (3 inch). Con cái lớn hơn đáng kể so với con đực trưởng thành sống ký sinh.